# ماریو لوسیو
ماریو لوسیو (به پرتغالی: Mário Lúcio da Silva Junior) هافبک اهل برزیل است که در شهر دورادوس، ماتوگروسو جنوبی و در تاریخ ۱۱ دسامبر ۱۹۸۹ به دنیا آمده‌است.
ماریو لوسیو در تیم‌های فوتبال Guarani سابقهٔ حضور دارد.